# Najaden-Brunnen

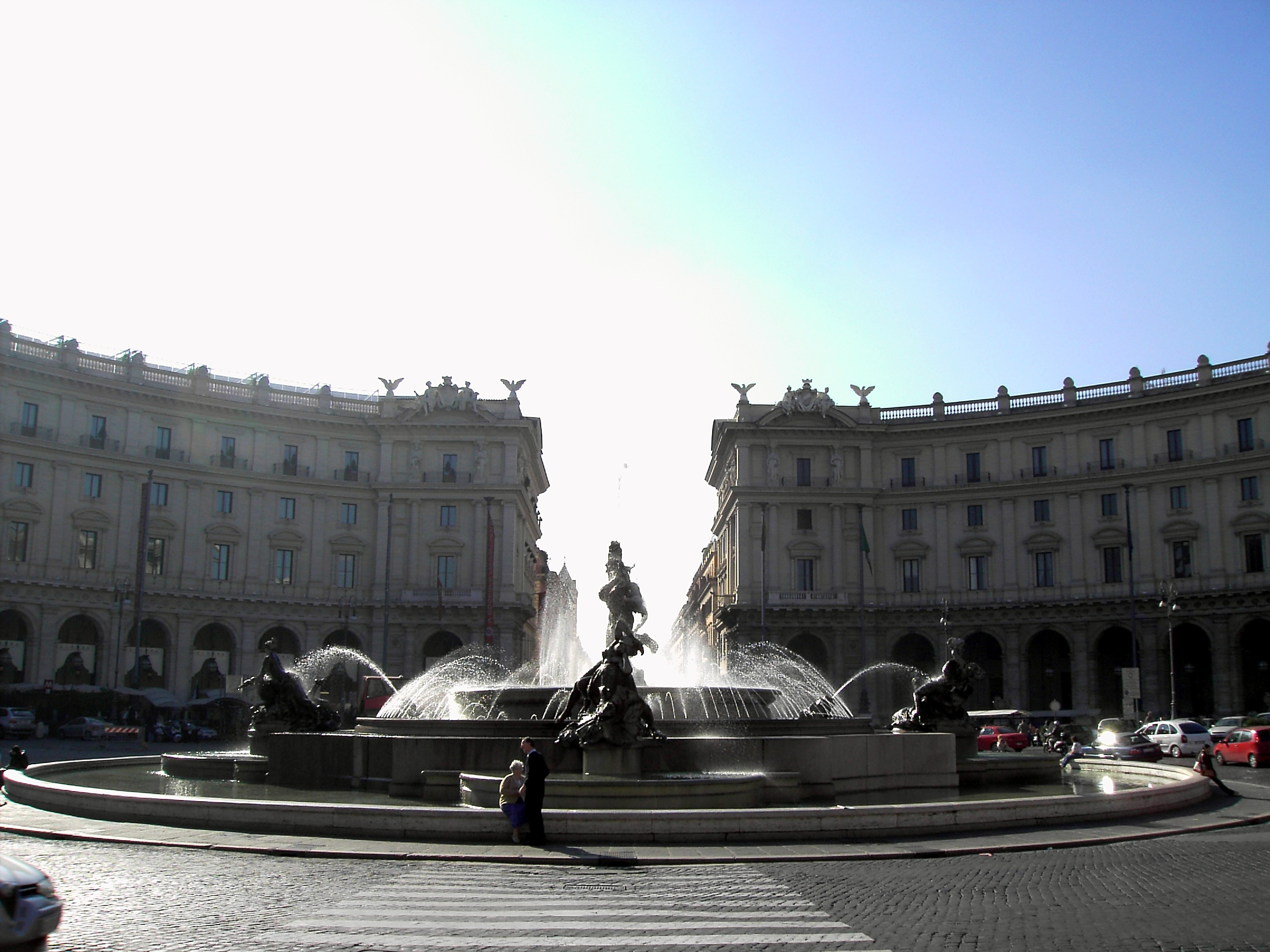
Die Fontana delle Naiadi

Der Najaden-Brunnen (ital.: Fontana delle Naiadi) ist ein 1901 eingeweihter Brunnen auf der Piazza della Repubblica (ehemals Piazza dell’Esedra) in Rom. Er befindet sich in der Nähe der Diokletiansthermen.
Er wurde als monumentaler Schaubrunnen (Fontana mostra) am Ende des Aquädukts Acqua Pia Antica Marcia oder kurz Aqua Pia errichtet. Unter Pius IX. wurde die alte Aqua Marcia zwischen 1865 und 1870 restauriert. Der Bau des Brunnens begann 1885 nach einem Entwurf von Alessandro Guerrieri. Bei einem Besuch Kaiser Wilhelms II. 1888 wurde der Brunnen vorübergehend mit vier Löwen aus Stuck geziert. 1897 wurde schließlich Mario Rutelli mit der Gestaltung der Figuren beauftragt. Der Künstler fertigte die Bronzeskulpturen, nach denen der Brunnen den Namen erhielt.
Anstelle der Löwen entwarf Rutelli mit Meerestieren spielende Wassernymphen, die namensgebenden Najaden. Sie stehen für die vier Arten von Wasser: der Schwan für die Seen, die Wasserschlange für die Flüsse, der einer Kragenechse ähnelnde Drache für die unterirdischen Gewässer und schließlich der Hippokamp für die Ozeane. Sie sind um die Allegorie Der die widrigen Naturkräfte besiegende Mensch angeordnet, die den Meeresgott Glaukos darstellt und die erst 1912 errichtet wurde.

## Proteste vor der Einweihung

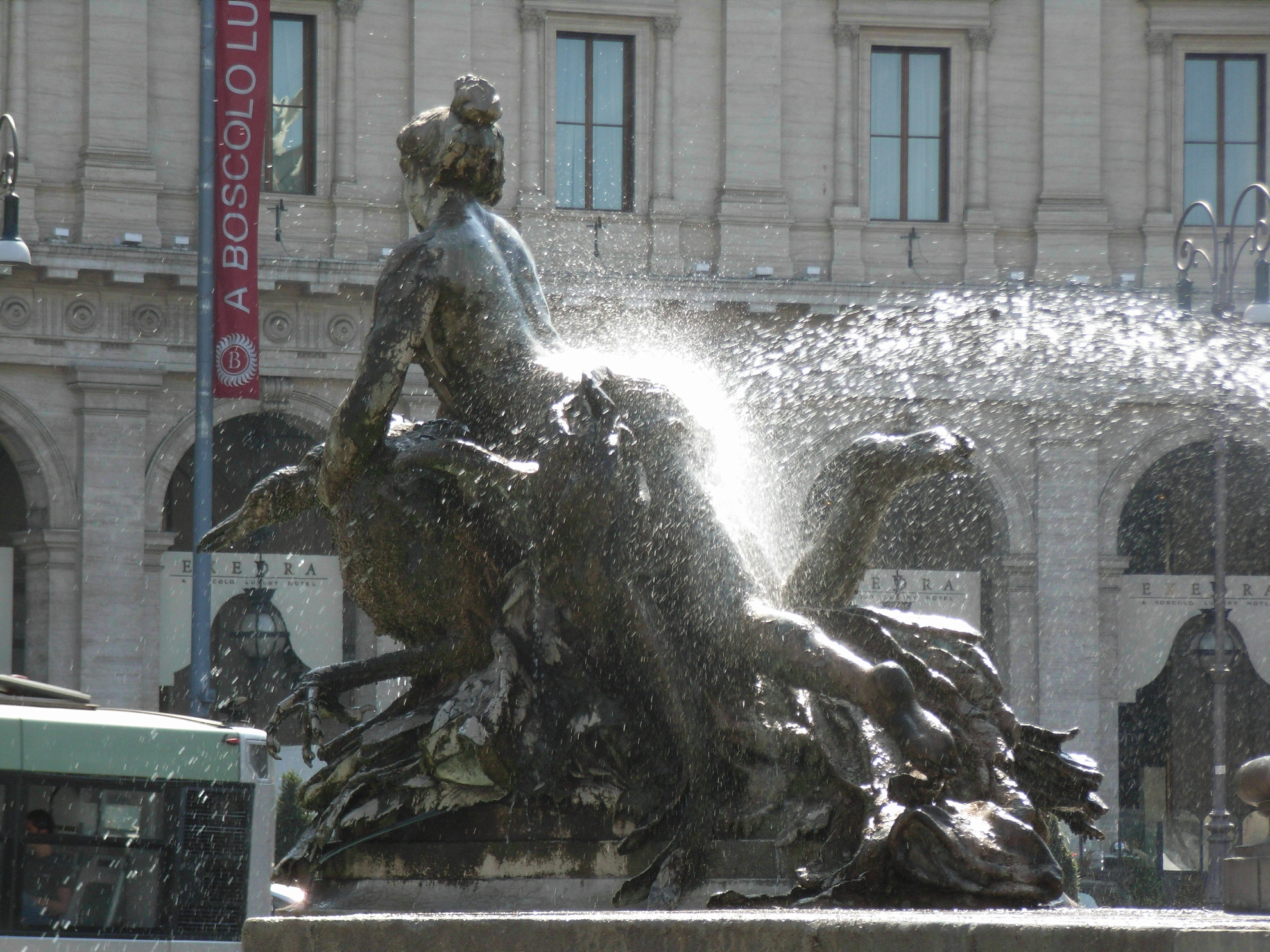
Ninfa dei Laghi

Die besonders sinnlichen Posen der Statuen und der Glanz ihrer vom Wasser umspülten Körper sorgten vor der Einweihung 1901 für Proteste. Für das Sprachrohr des Vatikans, den Osservatore Romano, war der neu gestaltete Brunnen ein unmoralisches und unanständiges Schauspiel und man forderte die Entfernung der Bronzefiguren. Nach einem kleinen Volksaufstand erlaubte der Stadtrat die Einweihung des Brunnens mit den vier Nymphen. Die zentrale Figur, drei mit Delfinen und einem Octopus kämpfende Tritonen, fand wenig Begeisterung bei den Römern und wurde 1914 durch eine Glaucusfigur ersetzt.